# Entain
Entain, anciennenment GVC Holdings, est une entreprise spécialisée dans les paris sur internet, dont le siège social est basé sur l'Île de Man.

## Histoire
En juillet 2015, 888 Holdings annonce vouloir acquérir Bwin pour 1,4 milliard de dollars, face à une offre similaire de GVC Holdings, ce dernier relève son offre à 1,55 milliard de dollars. En septembre 2015, Bwin accepte une offre de 1,7 milliard de dollars de la part de GVC Holdings.
En décembre 2017, GVC Holdings lance une offre d'acquisition sur Ladbrokes Coral pour 5,2 milliards de dollars, donnant aux actionnaires de ce dernier 46,5 % du capital du nouvel ensemble constitué.
En janvier 2021, Entain annonce l'acquisition de Enlabs, une entreprise de pari en ligne suédoise, pour 343 millions de dollars.
En avril 2021, Entain annonce faire une offre d'acquisition de 2,72 milliards de dollars US sur Tabcorp Holdings, dans le but de se renforcer sur le marché australien. En septembre 2021, DraftKings annonce lancer une offre d'acquisition sur Entain de 20 milliards de dollars. En octobre 2021, DraftKings annonce renoncer à cette dernière acquisition.